# .pw
.pw — в Інтернеті, національний домен верхнього рівня (ccTLD) для Палау.